# Der kleine Trotzkopf

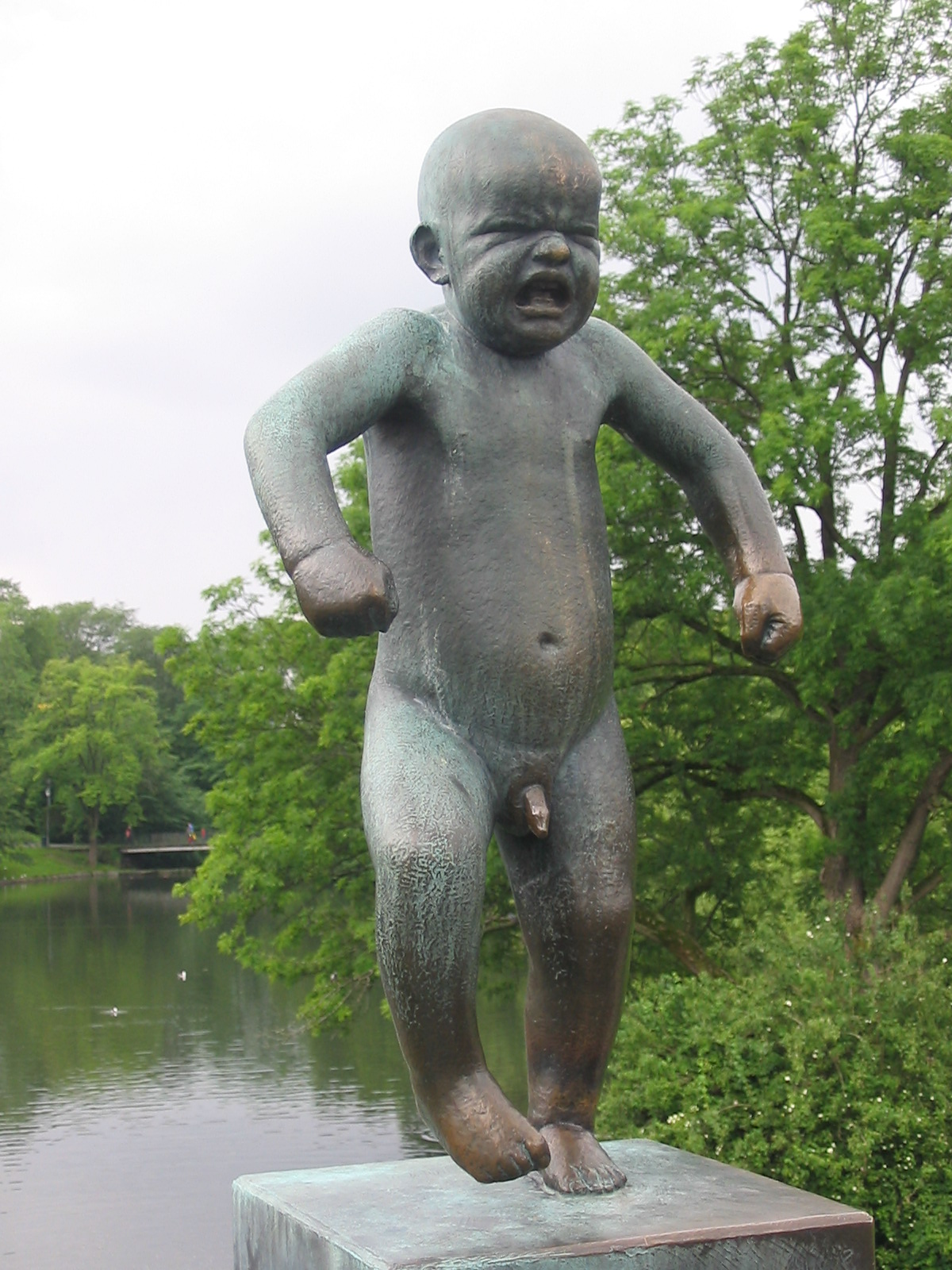
Die Bronzeskulptur Der kleine Trotzkopf. Die linke Hand und die Genitalien heben sich farblich deutlich vom restlichen Teil ab, was auf häufige Berührungen durch Touristen zurückzuführen ist.

Der kleine Trotzkopf (auch Trotzköpfchen, norwegisch Sinnataggen) ist eine Bronzeskulptur eines wütenden kleinen Jungen, die von dem norwegischen Bildhauer Gustav Vigeland geschaffen wurde und in der Skulpturenanlage Vigelandsanlegget des Osloer Frognerpark steht. Sie zählt zu den bekanntesten Skulpturen Vigelands und gilt als ein Wahrzeichen Oslos.

## Beschreibung und Standort
Die 83 Zentimeter hohe und 45 Kilogramm schwere Skulptur zeigt einen kleinen nackten Jungen mit kahlem Kopf. Wie der Name schon verrät, ist der Junge zornig. Sein Gesicht ist wutverzerrt, seine Hände hat er zu Fäusten geballt und mit seinem rechten Fuß stampft er wütend auf.
Die Skulptur gehört zu 58 Einzelfiguren und Figurengruppen, die auf dem Geländer der Brücke über den Frognerdammene, einen Teich im Osloer Frognerpark, stehen. Sie zeigen nackte Menschen verschiedenen Alters, wobei als Motiv das Verhältnis zwischen Mann und Frau sowie zwischen Eltern und Kindern vorherrscht. Der kleine Trotzkopf befindet sich vom Haupteingang des Parks kommend an einer kleinen Ausbuchtung auf der linken Seite der Brücke.

## Geschichte
Die Skulpturen auf der Brücke des Frognerparks entstanden zwischen 1926 und 1933, im Park aufgestellt wurden die ersten Skulpturen aber erst 1939. Der kleine Trotzkopf wird auf das Jahr 1928 datiert. Vorher hatte Vigeland bereits mehrere Miniaturen der Figur geschaffen.
In der Silvesternacht zum Jahr 1992 wurde Der kleine Trotzkopf von unbekannten Tätern entwendet. Sie hatten ihn oberhalb des linken Fußgelenks abgesägt. Der Diebstahl führte zu zahlreichen Presseberichten und Empörung in der Bevölkerung. Am 12. Januar wurde die Skulptur gefunden, daraufhin in den Frognerpark zurückgebracht und wieder mit dem linken Fuß verbunden. Die Täter konnten nicht ermittelt werden. Seitdem kam es zu einigen weiteren Angriffen auf die Statue mit Farbe oder mit Werkzeugen. Sie wurde auch mehrfach für Protestaktionen benutzt, unter anderem gegen die Weltbank und für ein Jugendzentrum. Im April 2021 gab es erneut einen Versuch, die Statue am Fußgelenk abzusägen. Danach musste sie für eine Reparatur abgebaut werden.
Der kleine Trotzkopf gilt als Liebling sowohl der Osloer als auch der Touristen und wird zu den Wahrzeichen der Stadt gezählt. Seine Beliebtheit führt zusammen mit einer Legende, das Anfassen der Skulptur bringe Glück, dazu, dass vor allem Touristen ihn häufig berühren, wovon vor allem die Genitalien und die linke Hand betroffen sind. Dadurch entsteht an dieser Stellen keine Patina und die Hand und Genitalien heben sich durch ihren metallischen Glanz deutlich vom restlichen Körper ab. Wie 2013 Dagsavisen berichtete, versuchten die Mitarbeiter des Vigeland-Museums eine mögliche Beschädigung der Skulptur durch diese Berührungen mit verschiedenen Maßnahmen zu verhindern.
Da Gustav Vigeland 1943 starb, sind seine Werke mittlerweile gemeinfrei und dürfen damit auch für kommerzielle Zwecke vervielfältigt werden. Der Versuch der Stadt Oslo, sich Rechte an den Skulpturen zu sichern und damit eine Vervielfältigung zu verhindern, scheiterte 2017 vor dem EFTA-Gerichtshof.
Von Vigeland geschaffene Miniaturen des kleinen Trotzkopfs wurden mehrfach für größere Summen versteigert. So bot ein anonymer Käufer im Jahr 2017 1,6 Millionen Norwegische Kronen (etwa 163.000 Euro) für eine Figur aus dem Jahr 1911, die im Gegensatz zur Version im Frognerpark Haare hat und gröber gestaltet ist. Fünfzehn Jahre zuvor war eine ähnliche Skulptur für 1,1 Millionen Kronen versteigert worden. Die Skulptur aus dem Jahr 1911 erschien 2019 zum 150. Geburtstag Vigelands auf einer Briefmarke der norwegischen Post. Bereits 2000 war die im Frognerpark stehende Skulptur auf einer norwegischen Briefmarke abgebildet.